# يوشيهيرو شوجي
يوشيهيرو شوجي (باليابانية: 庄司 悦大) (مواليد 14 سبتمبر 1989)، هو لاعب كرة قدم ياباني سابق كان يلعب كلاعب وسط.

## وصلات خارجية
- يوشيهيرو شوجي على موقع رابطة كرة القدم اليابانية للمحترفين (اليابانية)
- يوشيهيرو شوجي على موقع قاعدة بيانات كرة القدم.إي يو (الإنجليزية)
- يوشيهيرو شوجي على موقع Soccerway.com (الإنجليزية)
- يوشيهيرو شوجي على موقع عالم كرة القدم.نت (الإنجليزية)